# Эти гениальные птицы
«Эти гениальные птицы» (англ. The Genius of Birds) — научно-популярная книга американского орнитолога и писателя Дженнифер Акерман. Впервые вышла в свет в издательстве Penguin Press 12 апреля 2016 года.

## Содержание
Книга «Эти гениальные птицы» освещает новые исследования в орнитологии и открытия в области птичьего интеллекта. Книга исследует птиц как мыслителей (вопреки клише «куриный мозг») в контексте наблюдаемого поведения в дикой природе и привносит в него научные результаты лабораторных и полевых исследований.
Новое исследование показывает, что некоторые птицы, например из семейства врановых, могут соперничать с приматами и даже людьми по уровню интеллекта. Как и у людей, у птиц огромный мозг по сравнению с остальным телом.
Дженнифер Акерман подчёркивает сложные социальные структуры птичьего общества. Они способны к абстрактному мышлению, решению проблем, распознаванию лиц, дарению подарков, обмену мнениями, скорбям и конструктивному общению с людьми. Автор подробно останавливается на научных исследованиях, раскрывающих поведение, такое как использование инструментов, речь с региональным акцентом, навигация и теория разума.
Научный журналист Акерман убедительно доказывает в своей книге, что выражение о «птичьем мозге», можно считать не оскорблением, а комплиментом. Автор убедительно рассказывает, что навыки птиц в решении социальных и экологических проблем делают их одними из самых умных представителей животного мира. Вороны часто привлекают внимание людей своими поступками, например, создают для себя инструменты — ветки, идеально подрезанные на отдельные палки, чтобы извлекать мясо из пластиковых трубок. Пение птиц также вызывает восхищение: способность некоторых птиц слышать звук и воссоздавать его имеет много общего с нашей способностью изучать языки. Акерман посвящает каждую главу разным навыкам птиц и завершает книгу обсуждением их адаптивных способностей, которые окажутся жизненно важными в ближайшем будущем, поскольку изменение климата и потеря среды обитания поставили под угрозу более половины североамериканских видов птиц. Книга получила рекомендации старейшего научно-популярного американского журнала Scientific American.

## Отзывы
Книга стала бестселлером New York Times и была названа одной из 10 лучших документальных книг 2016 года по версии The Wall Street Journal.
Автор рецензии в The Guardian Николас Лезард написал, что «открыл для себя ещё один мир интеллекта», и книга — отличное введение в него.

## Издание в России
Книга была переведена на русский язык и вышла в свет в издательстве «Альпина нон-фикшн» в 2018 году. ISBN 978-5-91671-944-4